# Frédéric Samuel Cordey

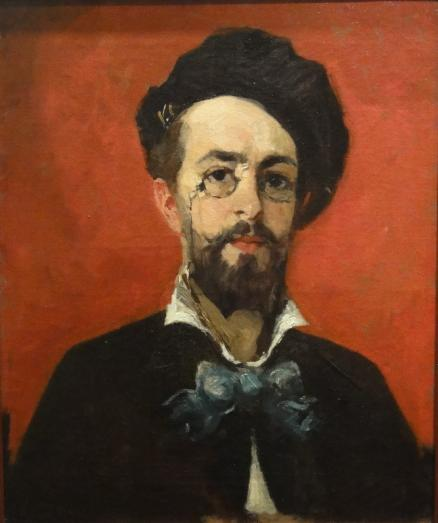
Cordey, door Norbert Goeneutte

Frédéric Samuel Cordey, (Parijs, 1854 – aldaar, 1911) was een Frans kunstschilder. Hij wordt gerekend tot het impressionisme.

## Leven en werk
Cordey studeerde aan de École nationale supérieure des beaux-arts onder Isodore Pils en Gustave Boulanger, maar verzette zich, samen met zijn vriend Pierre Franc-Lamy, al snel tegen de klassiek-academische stijl van zijn leermeesters. Hij schakelde over op het impressionisme en richtte zich vooral op de landschapskunst. Hij was een regelmatige bezoeker van Café de la Nouvelle-Athènes, waar bekende impressionisten elkaar toentertijd ontmoetten. In 1877 exposeerde hij op de derde grote impressionnisme-tentoonstelling. Vanaf 1903 nam hij meerdere malen deel aan de Salon d'Automne. In 1906 kreeg hij een onderscheiding hij in de Parijse salon.
Cordey schilderde onder andere samen met Paul Cézanne en Armand Guillaumin in Auvers-sur-Oise, Eragny en Moret-sur-Loing. Hij raakte bevriend met Eugène Murer, Norbert Goeneutte en Auguste Renoir. Met Renoir en André Lhote maakte hij in 1881 een reis naar Algerije.
Cordey overleed in 1911. In 1913 vond er een overzichtstentoonstelling van zijn werk plaats in Galerie Choiseul te Parijs.

## Galerij

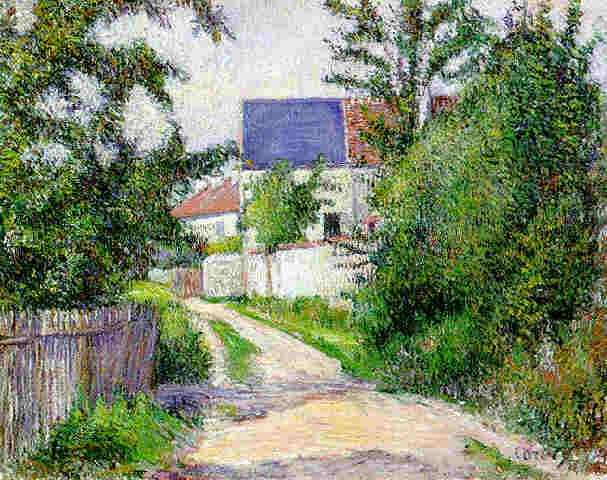
Ruelle à Auvers-sur-Oise ("Steegje in Auvers-sur-Oise"), ca. 1903
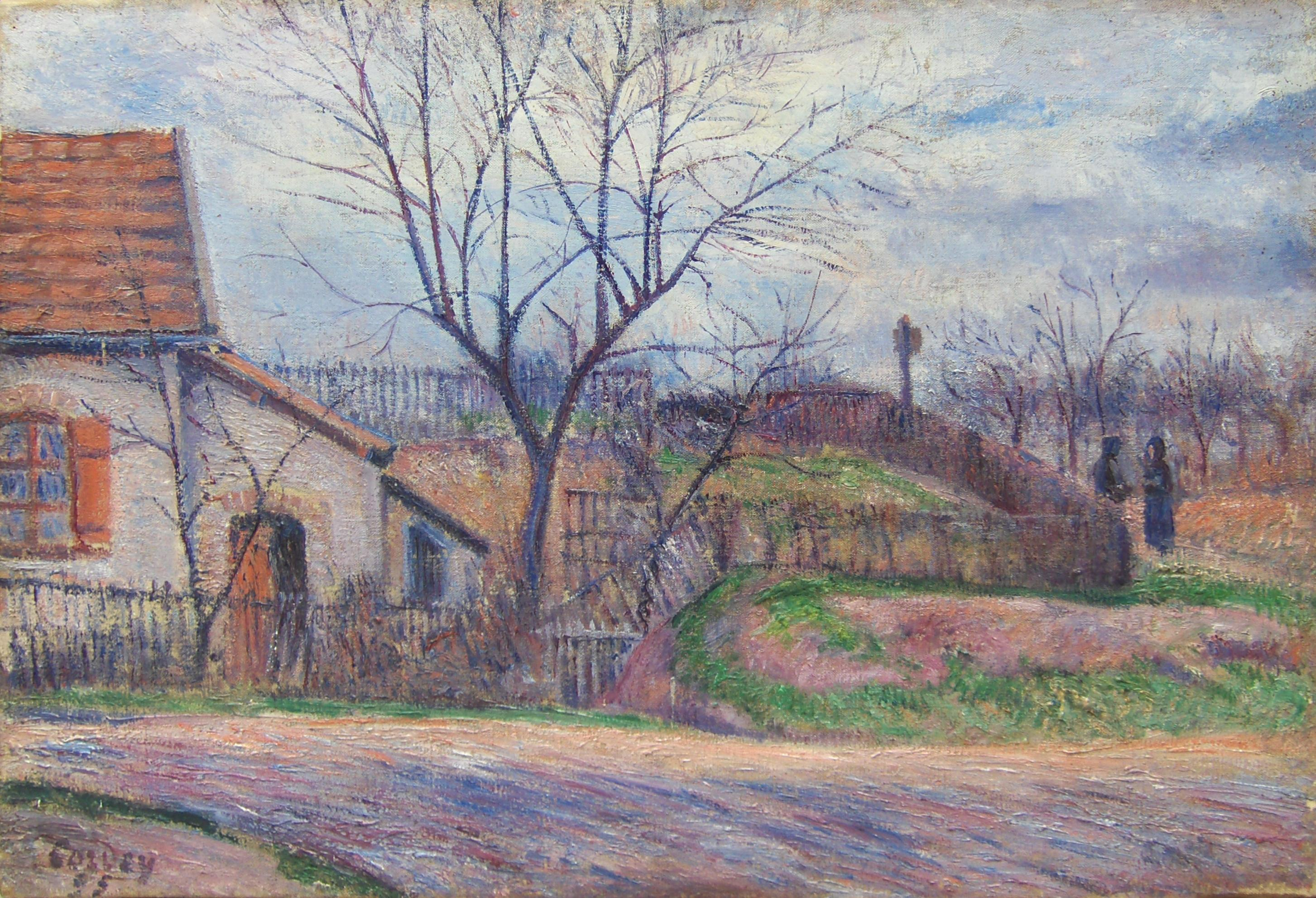
La Chaumiere ("De Chaumiere"), ca. 1900
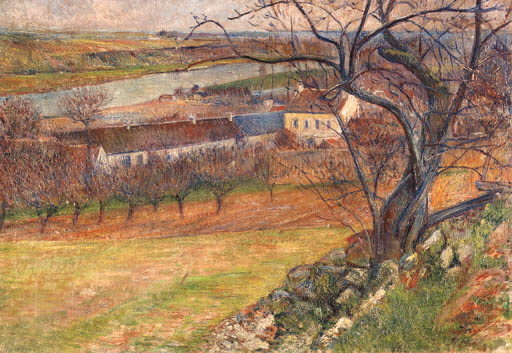
Village par un ruisseau ("Een stroom door een dorp"), ca. 1900
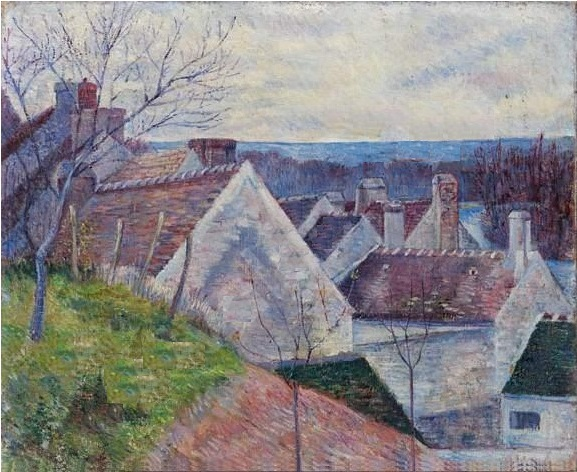
Les toits, le matin ("Daken in de ochtend"), 1892
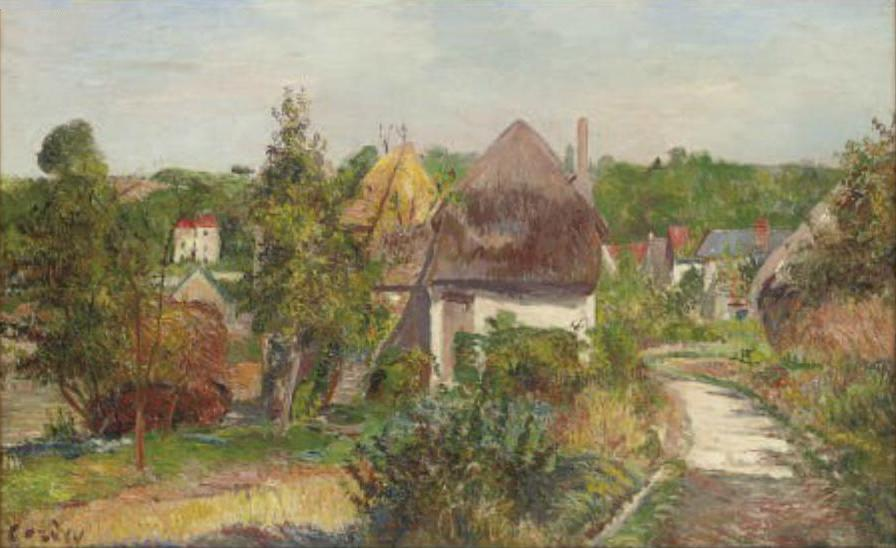
Un chemin à travers le village ("Een weg door het dorp"), ca. 1900
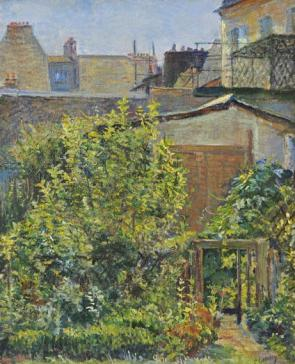
Jardin dans une banlieue à Paris ("Tuin in een buitenwijk van Parijs")
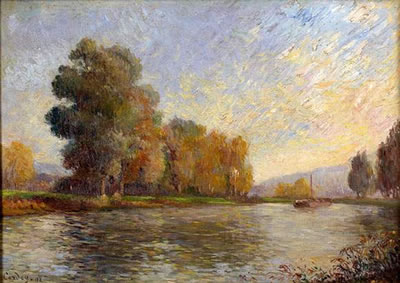
Rivière ("Rivier"), ca. 1900
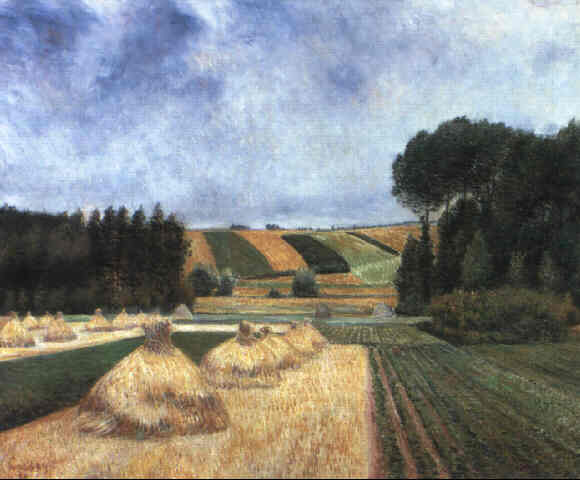
Paysage aux meules ("Landschap met schoven"), 1895
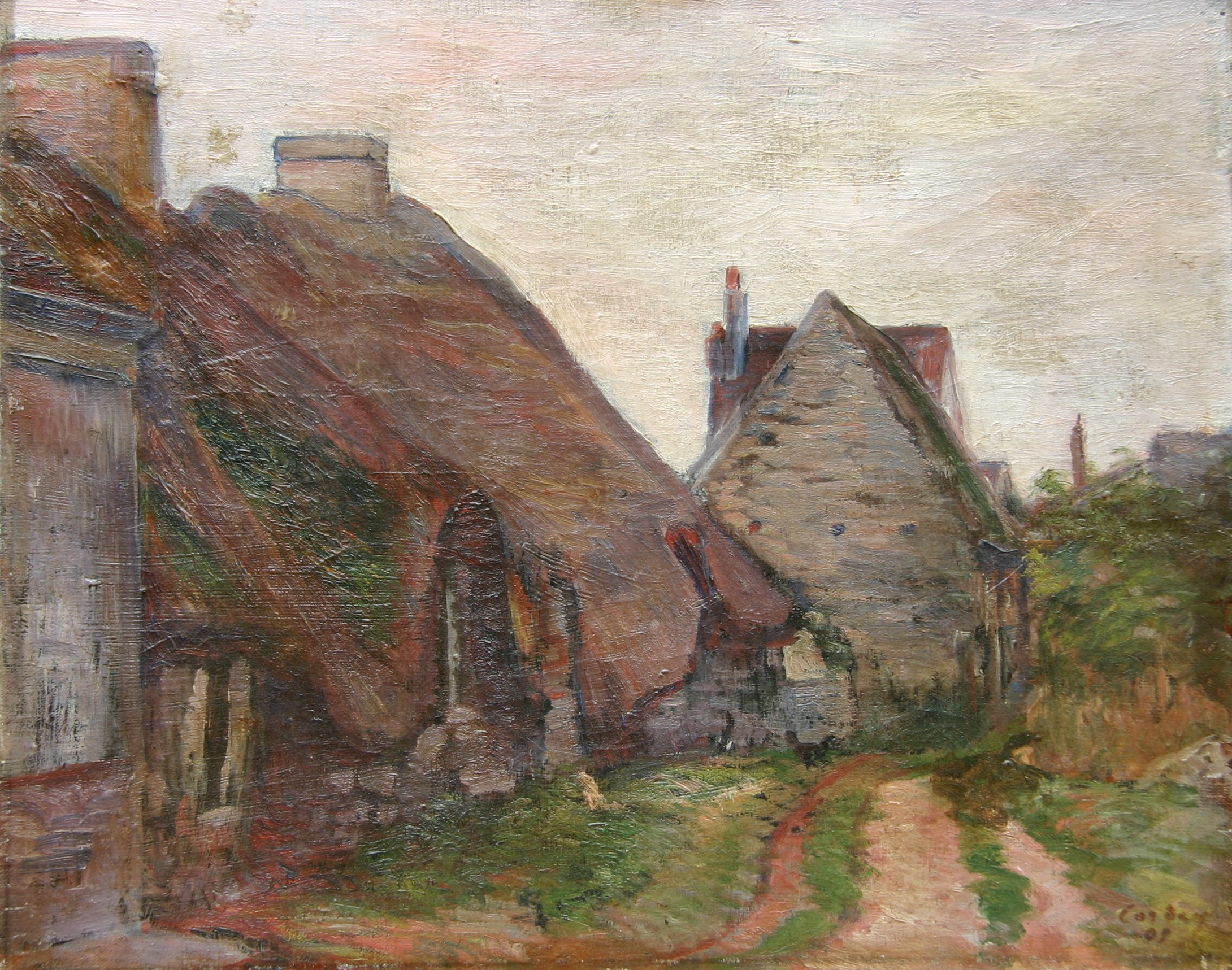
Les Chaumes du gré à Auvers sur Oise ("De halmen van Auvers sur Oise"), ca. 1890
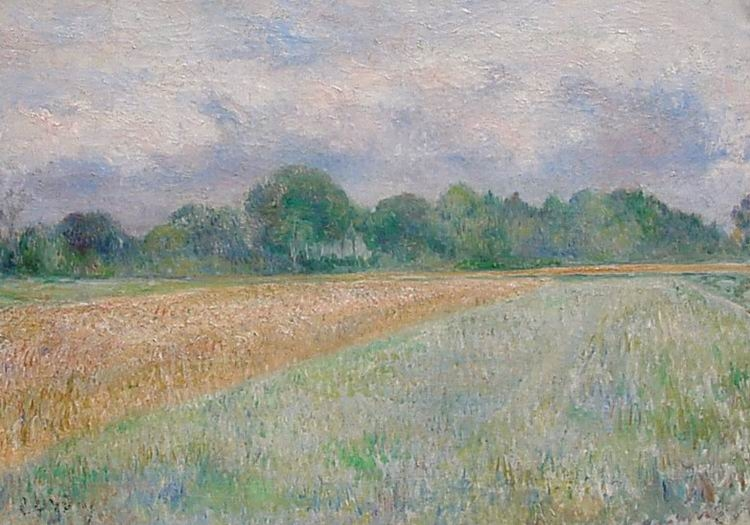
A l'orée du bois ("Aan de rand van het bos"), 1901
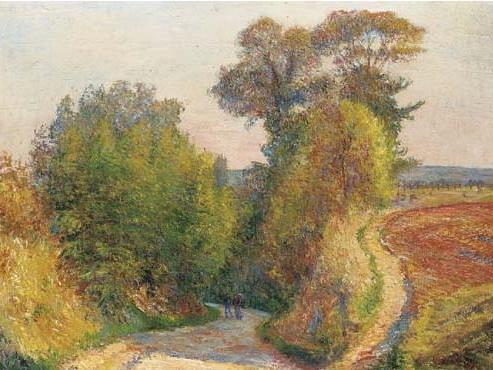
Un paysage au soleil couchant ("Een landschap bij zonsondergang"), ca. 1900
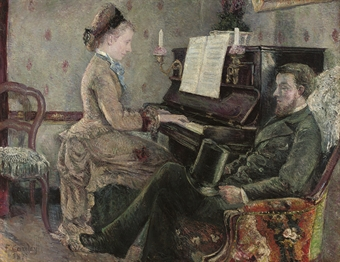
Auditoire captivé ("Geboeid publiek"), 1877
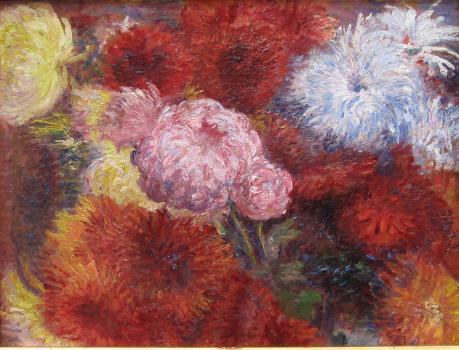
Fleurs ("Bloemen"), ca. 1880
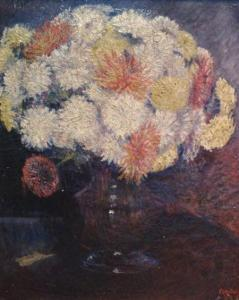
Chrysanthèmes blanches dans un vase ("Witte chrysanten in een vaas"), 1898